# Stazione di Cuneo Gesso
La stazione di Cuneo Gesso è una stazione ferroviaria che serve la città piemontese, posta sulla linea per Mondovì. Prende il nome dal torrente Gesso.

## Storia

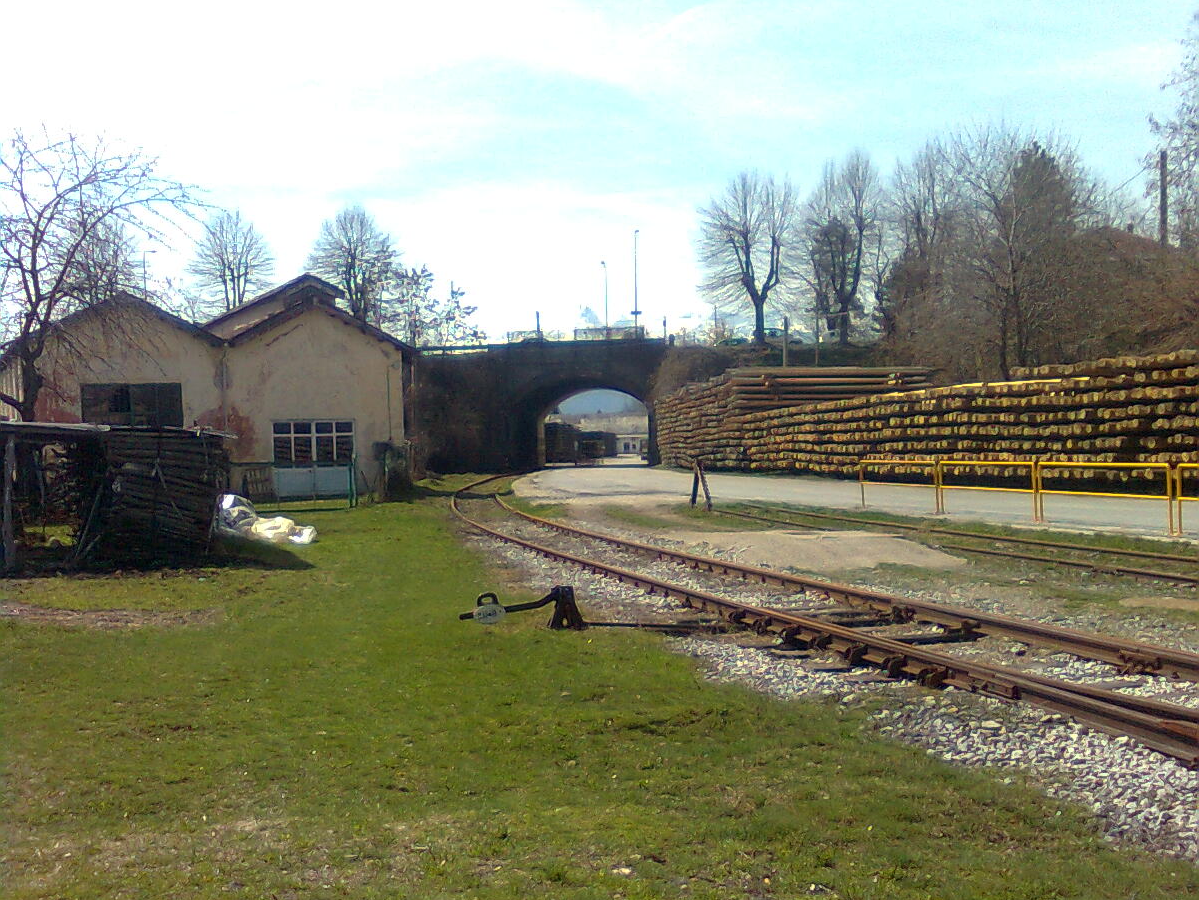
L'arco che dava accesso alla nuova rimessa locomotive, visto dalla radice sud del piazzale binari di Cuneo Gesso

La stazione, rimasta per decenni l'unica della città, fu aperta nel 1855 al completamento della linea proveniente da Fossano.
Dopo alcuni decenni fu raggiunta da ulteriori linee ferroviarie: nel 1887 furono attivate le linee per Limone (via Boves) e per Mondovì, nel 1892 la linea per Saluzzo.
La completa apertura all'esercizio della Cuneo-Ventimiglia, avvenuta il 30 ottobre 1928, causò alla stazione di Cuneo problemi logistici non indifferenti sia per i viaggiatori che per il materiale rotabile. Il vecchio deposito, risalente al 1864, divenne ben presto insufficiente per ospitare le locomotive della nuova linea, inoltre, nonostante il compimento nel 1930 del fabbricato viaggiatori, l'allacciamento della nuova stazione sull'altipiano era ancora molto lontano a causa del forte ritardo accumulato nella costruzione del grande viadotto promiscuo sulla Stura di Demonte.

Questa situazione di emergenza costrinse le FS a costruire in tutta fretta una nuova rimessa nella stazione Gesso, trovando lo spazio al di là del terrapieno della strada per Mondovì, che venne sottopassato con un arco con sagoma a doppio binario.
Il 7 novembre 1937 fu aperta la nuova stazione di Cuneo Altipiano, posta ad ovest del centro cittadino e collegata con il nuovo deposito locomotive realizzato sul lato destro della Stura.

Cuneo Gesso perse rapidamente importanza, restando attiva solo come punto di fermata delle linee per Mondovì e Boves, quest'ultima chiusa al traffico nel 1960.
Al 1999 la stazione risultava ancora presenziata.

## Strutture e impianti
L'impianto dispone di un fabbricato viaggiatori, di due fabbricati più piccoli che ospitavano i servizi igienici, 3 banchine per il servizio passeggeri e di 12 binari complessivi dei quali 2 passanti, 5 di scalo, 4 dello scalo merci e 1 per la nuova rimessa locomotive.
Vi è inoltre uno scalo merci composto da un magazzino, da un piano caricatore, da un ampio piazzale retrostante, da una stadera a ponte e da 4 tronchini di cui uno al servizio anche di un piccolo stabilimento industriale posto direttamente vicino al binario.

### Elettrificazione del piazzale
L'adozione della trazione elettrica a corrente alternata trifase sulla Cuneo-Ventimiglia, avvenuta il 15 maggio 1931, comportò il superamento di una complicazione tecnica nella posa dei cavi di trazione sul piazzale della stazione, i cui stretti marciapiedi non consentivano l'interramento dei pali. Il problema venne risolto ricorrendo ad un sistema di sospensione trasversale che copriva l'intera larghezza del piazzale sorretto alle estremità da robusti tralicci.
Nonostante la chiusura all'esercizio della linea Cuneo-Boves-Borgo San Dalmazzo, avvenuta il 18 luglio 1960, la stazione Gesso mantenne l'elettrificazione trifase fino al settembre 1973, quando il sistema di trazione della linea Fossano-Cuneo passò alla corrente continua. Successivamente la linea aerea venne smontata.

## Servizi
La stazione disponeva di:
- Servizi igienici

## Interscambi
Nei pressi della stazione si trovava il capolinea delle tranvie Cuneo-Dronero, Cuneo-Saluzzo e Cuneo-Boves, attive tra il 1879 e il 1948.